# Renat Mirzalijev
Renat Maarifovyč Mirzalijev (* 24. března 1982 Dněpropetrovsk, Sovětský svaz) je bývalý ukrajinský zápasník–judista, který v přůběhu své sportovní kariéry reprezentoval mimo rodné Ukrajiny Rusko a Ázerbájdžán.

## Sportovní kariéra
Pochází ze sportovní rodiny. Jeho otec je z Ázerbájdžánu a na Ukrajině se věnoval úpolovým sportům. Začínal se sambem v 8 letech v rodném Dněpropetrovsku pod vedením Oleksandra Filipovského. Později přešel na judo společně se svým starším bratrem Ruslanem. V ukrajinské judistické reprezentaci se pohyboval od svých 17 let v pololehké váze do 66 kg. V roce 2001 získal titul mistra Evropy a zároveň přijal nabídku reprezentovat Rusko pro lepší tréninkové podmínky. Protože mu ukrajinská strana nedala svolení k odchodu mohl Rusko reprezentovat po dvou letech. Do jeho pololehké váhy ho však v Rusku nepustil Dagestánec Magomed Džafarov a v lehké váze do 73 kg se neprosadil. V roce 2007 se vrátil na Ukrajinu. V ukrajinské repreznetaci se neprosazoval a v roce 2010 přijal nabídku reprezentovat Ázerbájdžán. V roce 2012 se na olympijské hry v Londýně nekvalifikoval. Vzápětí ukončil sportovní kariéru.

## Výsledky
| Turnaj             | Ukrajina       | Ukrajina       | Ukrajina       | Ukrajina       |                | Rusko      | Rusko      | Rusko      | Rusko      | Ukrajina   | Ukrajina   | Ukrajina   | Ázerbájdžán | Ázerbájdžán |
| Turnaj             | 1998           | 1999           | 2000           | 2001           | 2002           | 2003       | 2004       | 2005       | 2006       | 2007       | 2008       | 2009       | 2010        | 2011        |
| Turnaj             | 16             | 17             | 18             | 19             | 20             | 21         | 22         | 23         | 24         | 25         | 26         | 27         | 28          | 29          |
| Turnaj             | pololehká váha | pololehká váha | pololehká váha | pololehká váha | pololehká váha | lehká váha | lehká váha | lehká váha | lehká váha | lehká váha | lehká váha | lehká váha | lehká váha  | lehká váha  |
| ------------------ | -------------- | -------------- | -------------- | -------------- | -------------- | ---------- | ---------- | ---------- | ---------- | ---------- | ---------- | ---------- | ----------- | ----------- |
| Olympijské hry     |                |                | —              |                |                |            | —          |            |            |            | —          |            |             |             |
| Mistrovství světa  |                | úč.            |                | —              |                | —          |            | —          |            | —          |            | —          | úč.         | úč.         |
| Mistrovství Evropy | —              | —              | úč.            | 1.             | —              | úč.        | —          | —          | —          | —          | —          | —          | —           | úč.         |
| MS juniorů         | —              |                | 1.             |                |                |            |            |            |            |            |            |            |             |             |
| ME juniorů         | úč.            | —              | —              | —              |                |            |            |            |            |            |            |            |             |             |